# Foissac, Aveyron
Foissac är en kommun i departementet Aveyron i regionen Occitanien i södra Frankrike. Kommunen ligger  i kantonen Capdenac-Gare som ligger i arrondissementet Villefranche-de-Rouergue. År 2022 hade Foissac 470 invånare.

## Befolkningsutveckling
Antalet invånare i kommunen Foissac
Referens: INSEE